# Чарское озеро
Чарско́е о́зеро — естественный водоём карстового происхождения в Ардатовском районе Нижегородской области России. Расположено в 5 километрах по к северу от рабочего посёлка Мухтолово, к востоку от автомобильной дороги Ардатов — Павлово.

## Географическое описание
Чарское озеро относится к бассейну реки Серёжи. Озеро вытянуто с запада на восток, его длина составляет 1300 метров, максимальная ширина 450 метров. Площадь 31,2 гектара. Глубина достигает 16 метров, дно неровное, песчано-илистое. Берега сильно изрезаны. Южные берега пологие, высотой до 2 метров; северные — крутые, высотой до 10 метров. Вокруг озера имеется большое количество карстовых провалов диаметром до 20 и глубиной до 10 метров. Из-за этого озеро имеет необычный гидрологический режим — в некоторые годы в подземные карстовые пустоты уходит значительная часть воды, и озеро серьёзно мелеет, какая-либо периодичность этого явления не выявлена.
Через озеро протекает река Чара, также оно питается сезонными ручьями, ливневой и талой водой. Течение Чары непостоянно, в засушливые годы она полностью пересыхает.

## История
С 1963 до начала 1973 года на берегу озера находился пионерский лагерь, перенесённый сюда с берегов Комсомольского озера. Позднее он был перенесён на берег Большого озера.

## Природа
По берегам озера растут старые хвойные и широколиственные леса. В них произрастают брусника и множество видов грибов, среди которых гиропор каштановый и ежевик коралловидный, занесённые в Красную книгу Нижегородской области. Вдоль берегов — осока, тростник и другие растения. Вдоль берега — водоплавающие растения, в том числе кубышка и горец земноводный. В озере обитают карась, окунь и щука.

## Охранный статус
15 марта 1994 года озеро было признано памятником природы регионального значения.